# Орландо Дуке
Андрес Орландо Дуке Ескобедо (шп. Andrés Orlando Duque Escobedo; Кали, 11. септембар 1974) је колумбијски скакач у воду, у дисциплини слободни скокови. Године 2009. постао је победник прве сезоне Ред Бул Светске серије у слободним скоковима у воду. На Светском првенству у воденим спортовима у Барселони 2013. ова дисциплина је уведена у програм. Орландо Дуке је постао први светски првак, и први освајач медаље за Колумбију на Светским првенстима у воденим спортовима.
Као дечак тренирао је фудбал, да би са десет година почео да се бави олимпијским скоковима у воду. Квалификовао се за Олимпијске игре у Барселони 1992, али због слабе финансијке ситуације у то време није послат на Олимпијске игре. Свој први екстремни скок извео је у родном граду 1995. Тренутно живи на Хавајима.

## Спољашњи извори
- Профил Орланда Дукеа на сајту Ред Бул Светске серије слободних скокова у воду